# Sjaak Brokx
Jacobus Johannes (Sjaak) Brokx (Amsterdam, 5 januari 1937 - 9 februari 2020)  was een Nederlands voetballer die speelde voor Ajax, Haarlem en DOS.

## Loopbaan
Hij begon te voetballen bij de junioren van Zeeburgia. Op zeventienjarige leeftijd ging hij in 1954 naar stadgenoot Ajax waar hij na enkele maanden de overgang naar het profvoetbal meemaakte. Brokx speelde 28 competitiewedstrijden voor Ajax waarvan 25 in het profvoetbal. 
In zijn laatste seizoen 1956/57 in de nieuwe Eredivisie kwam hij niet meer in actie voor het eerste elftal van Ajax. 
Hij vertrok naar Haarlem dat een niveau lager speelde. In zijn eerste jaar was hij basisspeler maar in het seizoen 1958/59 was hij vaker reserve. Hij maakte de overstap naar DOS waar hij zijn debuut maakte in de Eredivisie. Hij kreeg een vaste plek in de voorhoede en scoorde zeven keer in 31 competitieduels. DOS eindigde in zijn eerste jaar op de vierde plaats. Hij bleef vier jaar bij DOS maar raakte na zijn debuutseizoen zijn basisplaats kwijt. Hij werd door de club in 1963 op de transferlijst gezet. Op 26-jarige leeftijd stopte hij en ging in 1964 spelen voor de Amsterdamse amateurclub De Zwarte Schapen.
Brokx ging als trainer aan de slag in het amateurvoetbal. Na Hilversum had hij in het seizoen 1977/78 zaterdagclub Spakenburg onder zijn hoede. Daarna was hij een korte periode werkzaam bij Ter Leede.
Hij overleed op 83-jarige leeftijd op 9 februari 2020.

## Clubstatistieken
| Seizoen | Club    | Land      | Competitie                   | Competitie | Competitie | Beker | Beker | Internationaal | Internationaal | Overig | Overig | Totaal | Totaal |
| Seizoen | Club    | Land      | Competitie                   | Wed.       | Dlp.       | Wed.  | Dlp.  | Wed.           | Dlp.           | Wed.   | Dlp.   | Wed.   | Dlp.   |
| ------- | ------- | --------- | ---------------------------- | ---------- | ---------- | ----- | ----- | -------------- | -------------- | ------ | ------ | ------ | ------ |
| 1954/55 | Ajax    | Nederland | Eerste klasse B (afgebroken) | 3          | 1          | –     | 0     | 0              | 0              | 0      | 0      | 3      | 1      |
| 1954/55 | Ajax    | Nederland | Eerste klasse D              | 19         | 0          | –     | –     | –              | –              | –      | –      | 19     | 0      |
| 1955/56 | Ajax    | Nederland | Hoofdklasse A                | 6          | 0          | –     | –     | –              | –              | –      | –      | 6      | 0      |
| 1956/57 | Ajax    | Nederland | Eredivisie                   | 0          | 0          | –     | –     | –              | –              | –      | –      | 0      | 0      |
| 1957/58 | Haarlem | Nederland | Eerste divisie B             | 27         | 4          | 1     | 0     | –              | –              | –      | –      | 28     | 4      |
| 1958/59 | Haarlem | Nederland | Eerste divisie A             | 8          | 0          | –     | –     | –              | –              | –      | –      | 8      | 0      |
| 1959/60 | DOS     | Nederland | Eredivisie                   | 31         | 7          | –     | –     | –              | –              | –      | –      | 31     | 7      |
| 1960/61 | DOS     | Nederland | Eredivisie                   | 16         | 1          | 4     | 2     | –              | –              | –      | –      | 20     | 3      |
| 1961/62 | DOS     | Nederland | Eredivisie                   | 6          | 0          | 1     | –     | –              | –              | –      | –      | 7      | 0      |
| 1962/63 | DOS     | Nederland | Eredivisie                   | 1          | 0          | –     | –     | –              | –              | –      | –      | 1      | 0      |
| Totaal  | Totaal  | Totaal    | Totaal                       | 117        | 13         | 6     | 2     | 0              | 0              | 0      | 0      | 123    | 15     |